# Ellipsen-Wasserbock
Der Ellipsen-Wasserbock (Kobus ellipsiprymnus) ist eine afrikanische Antilopenart aus der Gattung der Wasserböcke. Sein Verbreitungsgebiet reicht vom südlichen Somalia bis in den Osten von Botswana und den Nordosten von Südafrika. In Kenia und Tansania kommt der Ellipsen-Wasserbock nur östlich des Großen Afrikanischen Grabenbruchs vor, westlich davon liegt das Verbreitungsgebiet des Defassa-Wasserbocks (Kobus defassa).

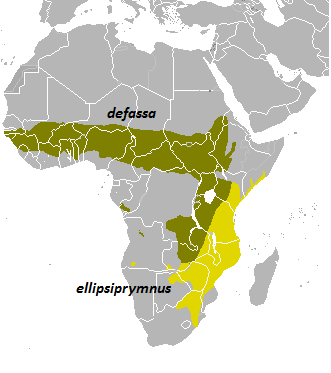
Verbreitungsgebiet des Ellipsen-Wasserbocks
Verbreitungsgebiet des Defassa-Wasserbocks

## Merkmale
Der Ellipsen-Wasserbock erreicht eine Kopfrumpflänge von 175 bis 235 cm und eine Schulterhöhe von 120 bis 136 cm und ist damit, zusammen mit dem sehr ähnlichen Defassa-Wasserbock, die größte Antilope der Gattung Kobus. Männchen erreichen ein Gewicht von 250 bis 275 kg, Weibchen bleiben mit einem Gewicht von 160 bis 180 kg wesentlich leichter. Die deutlich geriffelten Hörner der Männchen können 79 bis 92 cm lang werden und stehen bei ausgewachsenen Männchen an der Spitze 33,5 bis 74,0 cm auseinander. Sie zeigen nicht die Doppelbiegung anderer Kobus-Arten, sondern verlängern zunächst das Kopfprofil nach hinten, um sich dann aufwärts zu biegen. Weibchen sind hornlos. Das Fell ist grob und zottig, besonders am Hals, und hat eine graubraune Grundfärbung. Die einzelnen Haare sind durch Sekrete, die aus Drüsen ausgeschieden werden, ölig und an der Basis hell und an der Spitze dunkel gefärbt. Der Rücken ist etwas dunkler als die Körperseiten. Die Unterseite des Schwanzes, die Leistenregion und die Innenseiten der Beine sind weißlich. Bis auf je einen schmalen weißen Ring direkt oberhalb der Hufe sind die Beine dunkel. Die Lippen, die Augenbrauen und ein Streifen direkt an der Nase sind weiß. Ein sichelförmiges, weißes Band verläuft vom oberen Kehlenbereich bis unterhalb der Ohren. Die Ohren sind sehr haarig, relativ kurz und abgerundet, ihr Inneres ist weiß. Im Allgemeinen ist das Fell des Ellipsen-Wasserbocks mehr grau gefärbt als das des etwas rötlichen Defassa-Wasserbocks. Das auffälligste Merkmal, mit dem man den Ellipsen-Wasserbock vom Defassa-Wasserbock unterscheiden kann, ist das Hinterteil, das eine weiße Ellipse zeigt, die bis über den Schwanz reicht. Dagegen zeigt der Defassa-Wasserbock einen durchgehend weißlichen Spiegel, der nicht bis oberhalb des Schwanzes reicht. Die Zahnformel lautet: {\displaystyle {\frac {0.0.3.3}{3.1.3.3}}}.

## Lebensraum und Lebensweise
Der Ellipsen-Wasserbock kommt in Steppen und baumbestandenen Savannen vor, wobei er die Nähe von Gewässern bevorzugt. In der Regel werden Regionen mit einem guten Nahrungsangebot aufgesucht, in der Regenzeit vor allem baumbestandene Gegenden. In Simbabwe halten sich die Antilopen vor allem in Regionen auf, die von den Grasarten Brachystegia sp., Hyparrhenia filipendula, Loudetia simplex und Aristida junciformis dominiert werden. Je nach Gegend ist die Individuendichte verschieden. In günstigen Regionen kann sie bei rechnerisch 2,6 bis 4,8 Tieren auf einen Quadratkilometer liegen. In der Regenzeit verteilen sich die Tiere weit, während sie in der Trockenzeit vor allem an den noch grünen Ufern von Gewässern und in Papyrussümpfen zu sehen sind.

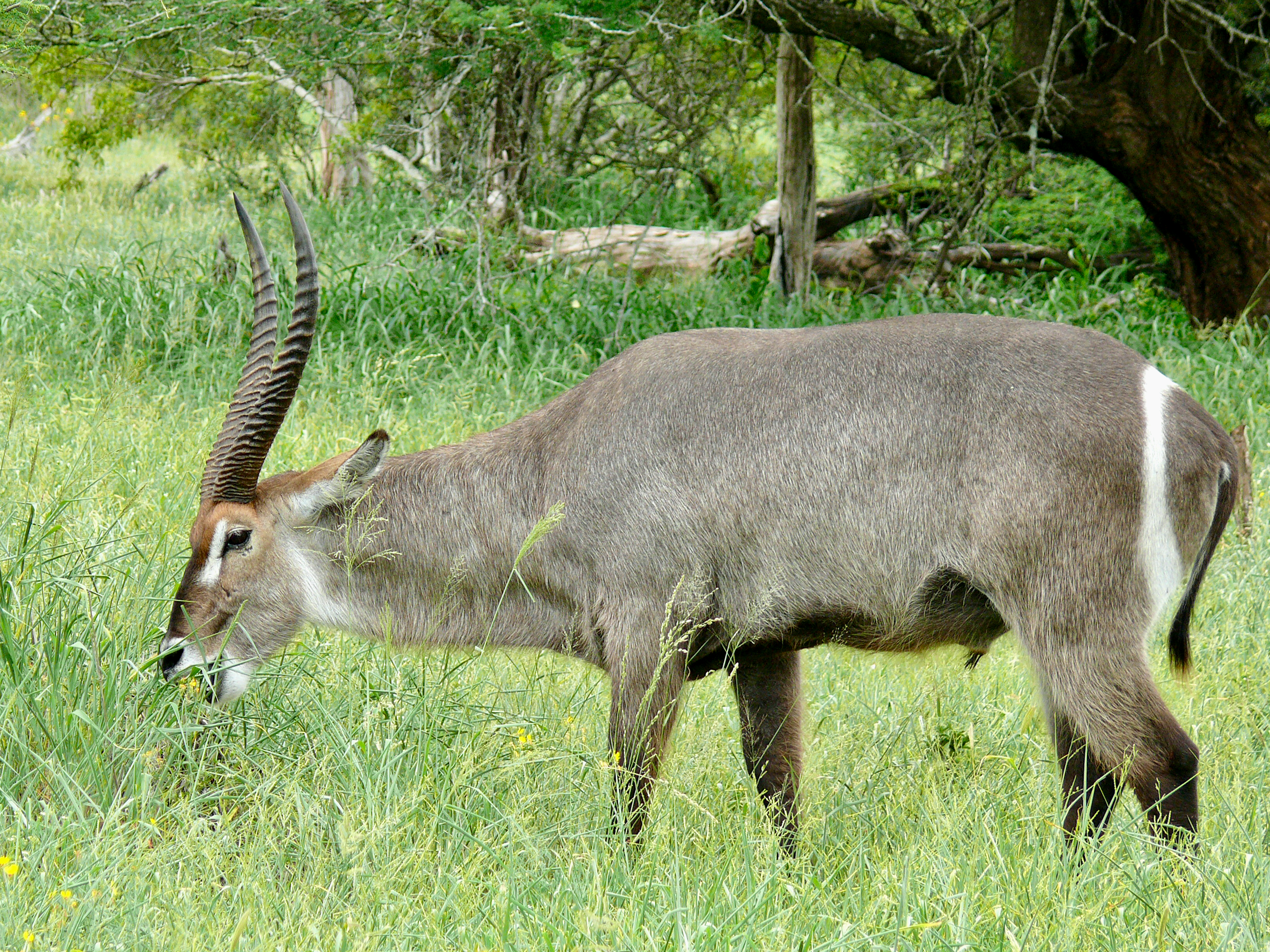
Äsender Ellipsen-Wasserbock (♂)

Ellipsen-Wasserböcke können sowohl tagsüber als auch in der Nacht aktiv sein. Die Hauptaktivitätszeit liegt in den Morgenstunden und am Abend. Während des Sonnenhöchststandes zwischen 12 und 14 Uhr ruhen die Tiere für gewöhnlich. Die Ruhezeiten werden normalerweise geschützt in dichter Vegetation verbracht, während die Tiere zur Nahrungsaufnahme das offene Grasland aufsuchen.
Der Ellipsen-Wasserbock ernährt sich vor allem von Gras. Die Zusammensetzung der Nahrung ändert sich je nach Jahreszeit. Im Unterschied zum Defassa-Wasserbock weidet der Ellipsen-Wasserbock auch auf Überschwemmungsflächen und äst dann Pflanzen ab, die sich über den Wasserspiegel erheben, darunter Borstenhirsen, Zypergräser, Schilfrohr, Rohrkolben und Hemarthria altissima.

## Sozial- und Territorialverhalten
Die Weibchen und Jungtiere leben in unstabilen Gruppen mit maximal 20 Exemplaren. Zusammensetzung und Größe ändern sich immer wieder. Während der Regenzeit sind die Gruppen mit durchschnittlich 4,4 Einzeltieren eher klein, während sie in der Trockenzeit durchschnittlich 6,9 Individuen umfassen. Aufgrund der starken Fluktuation gibt es kein Leittier. Männchen sind einzelgängerisch oder leben in Junggesellengruppen von 4 bis 6 Tieren. Diese sind im Unterschied zu den Weibchengruppen relativ stabil mit einer von Alter und Größe abhängigen Hierarchie. Einzelgängerische Männchen sind revierbildend. Die Reviergröße der Männchen ist vom Nahrungsangebot abhängig und hat eine durchschnittliche Ausdehnung von 0,9 km², während die Territorien der Weibchengruppen 3,6 bis 6,5 km² groß sind. Aneinandergrenzende Reviere können sich überlappen. Die Grenzen des Reviers werden nicht markiert, sondern nur visuell kontrolliert.

## Fortpflanzung

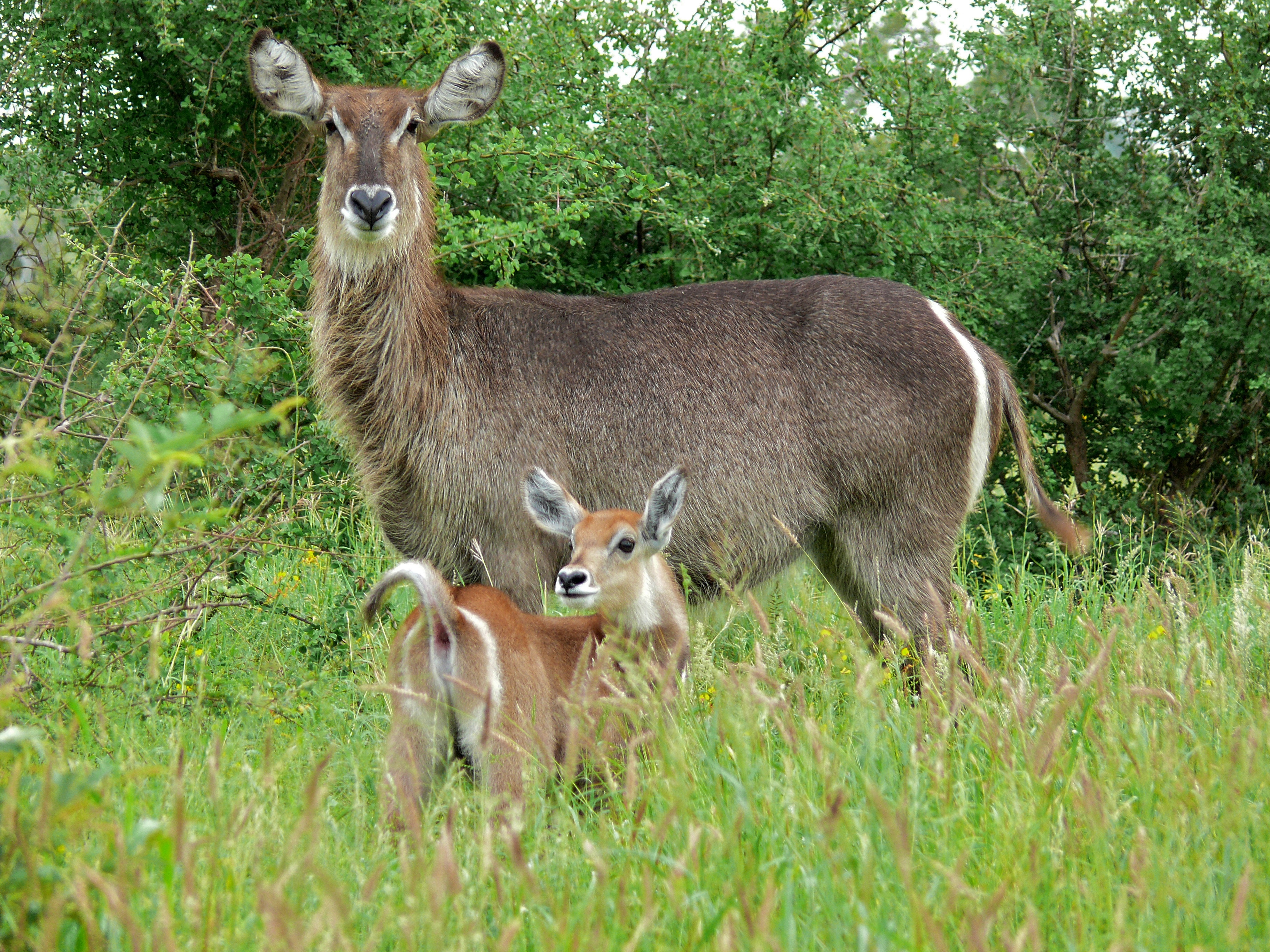
Weibchen und Jungtier

Ellipsen-Wasserböcke vermehren sich das ganze Jahr über. Im südafrikanischen Hluhluwe-iMfolozi-Park werden die meisten Jungtiere jedoch von Dezember bis Juni geboren und innerhalb dieses Zeitraums die meisten im Februar und März. In dieser Zeit ist das Gras besonders nahrhaft. Empfängnisbereite Weibchen werden vom flehmenden Männchen verfolgt. Stoppt das Weibchen, um zu urinieren, lässt das Männchen den Urin über Nüstern und Maul laufen. Der Paarung geht ein Laufschlag voraus, d. h., das Männchen tritt mit dem Vorderbein die Hinterbeine oder den Rumpf des Weibchens. Die Trächtigkeitsdauer beträgt acht Monate. Normalerweise wird nur ein einzelnes Jungtier geboren. Die ersten zwei bis vier Lebenswochen verbringen die Jungen versteckt im Gebüsch und das Weibchen besucht sein Jungtier nur sporadisch, um es zu säugen. Verlassen die Jungtiere das Versteck, bilden sie mit anderen Jungtieren oft Paare oder Trios. Jungtiere werden häufig von der Zeckenart Rhipicephalus appendiculatus befallen, was zum Tod führen kann. Madenhacker werden von Ellipsen-Wasserböcken nicht geduldet. Die Antilopen erreichen in freier Wildbahn ein Alter von 11 Jahren und in menschlicher Obhut gehaltene Exemplare können 20 Jahre alt werden.

## Systematik
Der Ellipsen-Wasserbock ist eine Art aus der Gattung der Wasserböcke (Kobus), zu der rund ein Dutzend Arten gehören. Die Gattung steht innerhalb der Tribus der Reduncini und der Familie der Hornträger (Bovidae). Zu den Reduncini werden außerdem noch die Riedböcke (Redunca) und die Rehantilope (Pelea) gezählt. Die Vertreter der Tribus repräsentieren mittelgroße bis große, an wasserreiche Landschaften angepasste Antilopen, die sich hauptsächlich grasfressend ernähren.
Der Ellipsen-Wasserbock wurde im Jahr 1833 durch den irischen Naturforscher William Ogilby unter dem Namen Antilope ellipsiprymnus erstmals wissenschaftlich beschrieben. Später wurde er in die Gattung Kobus gestellt und der Defassa-Wasserbock wurde dem Ellipsen-Wasserbock als Unterart zugeordnet. Genaue Untersuchungen der Mikrosatelliten zeigten jedoch deutliche Unterschiede zwischen den zwei Wasserbockformen, sodass der Defassa-Wasserbock im Jahr 2011 durch den britisch-australischen Mammalogen Colin Groves und seinen Kollegen Peter Grubb im Zuge einer umfassenden Revision der Huftiersystematik zu einer eigenständigen Art erklärt wurde. Im Nairobi-Nationalpark und im Samburu-Schutzgebiet in Kenia hybridisieren beide Arten. Die Introgression ist jedoch begrenzt, möglicherweise infolge von Unterschieden im Genom, die einen größeren Genfluss zwischen den beiden Arten verhindern. Im Verbreitungsgebiet des Ellipsen-Wasserbocks wurden mehrere Unterarten beschrieben. Gegenwärtig gilt die Art aber als monotypisch, da die Unterschiede zwischen diesen Unterarten nicht größer sind als die zwischen Individuen einer Population.

## Gefährdung
Die IUCN schätzte den Bestand im Jahr 2016 auf 60.000 bis 80.000 ausgewachsene Exemplare und listet den Ellipsen-Wasserbock als ungefährdet (Least concern). Verglichen mit dem Defassa-Wasserbock hat der Ellipsen-Wasserbock ein kleineres Verbreitungsgebiet, er ist dort jedoch häufiger und sein Lebensraum ist weniger fragmentiert. Im südöstlichen Äthiopien, im Gebiet des Shabelle, wo der Ellipsen-Wasserbock früher vorkam, ist die Art inzwischen verschwunden.